# Camille Urso
Camille Urso (Nantes, França, 13 de juny de 1842 - Nova York, EUA, 20 de gener de 1902) fou una violinista nord-americana d'origen francès. Reconeguda com una de les millors violinistes de la segona meitat del segle xix.
Fou deixebla de Lambert Massart en el Conservatori de París, viatjà per Europa i Nord-amèrica interpretant concerts en les principals ciutats, primer acompanyant les cèlebres cantants Henriette Sontag i Marietta Alboni, i més tard sola, conquistant una sòlida reputació com a intèrpret d'obres clàssiques.
Urso era filla d'un flautista italià i d'una cantant portuguesa. Quan tenia sis anys, tot i l'escepticisme general sobre la seva capacitat per dominar un instrument "masculí", va començar a prendre classes de violí. L'èxit del seu primer recital públic un any després va convèncer els seus pares del seu talent i la família es va traslladar a París, on Urso va estudiar al Conservatori de la capital francesa.
Va arribar a la ciutat de Nova York el setembre de 1852 per començar una gira de concerts nord-americana. Els arranjaments de la gira es van esfondrar, però va donar concerts a la ciutat de Nova York, Boston i Filadèlfia. Va continuar de gira pels Estats Units fins al 1855, quan es va establir amb els seus pares a Nashville, Tennessee.
El 1863 Urso va tocar amb la Philharmonic Society de Boston i, més tard, a l'any va aparèixer amb la New York Philharmonic. Va fer una gira per Nova Anglaterra amb la banda de Patrick Gilmore el 1863-64. El 1864–65 va tenir la seva pròpia companyia de concerts, amb la qual va fer una gira canadenca. Va tornar a París el juny de 1865 i va obtenir un gran èxit. Durant els següents 30 anys, Urso va fer gires regularment als Estats Units i a l'estranger i va ser reconeguda com una de les violinistes més importants del moment. El seu repertori incloïa obres clàssiques i contemporànies. Es va retirar de les seves funcions el 1895 i es va establir a la ciutat de Nova York, on durant alguns anys va ensenyar de manera privada i al Conservatori Nacional de Música.